# شاومي سيفي
شاومي سيفي وشاومي سيفي 1S هاتفان ذكيان من شاومي [الإنجليزية] للشباب المتوسطين. أُعلن عن شاومي سيفي في 27 سبتمبر 2021، ثم أُعلن عن شاومي سيفي 1S في 21 أبريل 2022. عقب شاومي سيفي شاومي مي CC 9. تتمثل الاختلافات الرئيسة بين تلك الأجهزة في المعالج واللون الفضي في شاومي سيفي 1S.